# João Queiroz
João Marcelino Queiroz (Porto, 23 de junho de 1892 - 25 de fevereiro de 1982 (89 anos)) foi um arquiteto  e militar português.

## Biografia
Matriculou-se no Curso Preparatório de Desenho e, depois, no Curso de Arquitetura da Escola de Belas Artes do Porto em 1911.
Com o advento da Primeira Guerra Mundial, é mobilizado tendo entrado na Escola de Guerra, daí foi prestar serviço no Quartel-General e depois no Hospital Militar. Apesar de ter passado à reserva é novamente chamado ao exército quando começa a Segunda Guerra Mundial.
No ano de 1926 obtem o diploma de arquiteto, após ter trabalho durante dois anos na Direção Geral dos Edifícios e Monumentos do Norte e em 1945 matricula-se no curso de Urbanologia.
Os seus primeiros trabalhos situam-se na cidade do Porto, sendo da sua autoria Cine Teatro Olímpia, o Cinema Trindade, o Café Majestic, entre outras.
Também realizou obras fora da cidade do Porto, sendo da sua autoria a Capela de Santo António (1935), localizada em S. João da Madeira e a Escola Primária da Meadela.